# Travail, Famille, Patrie

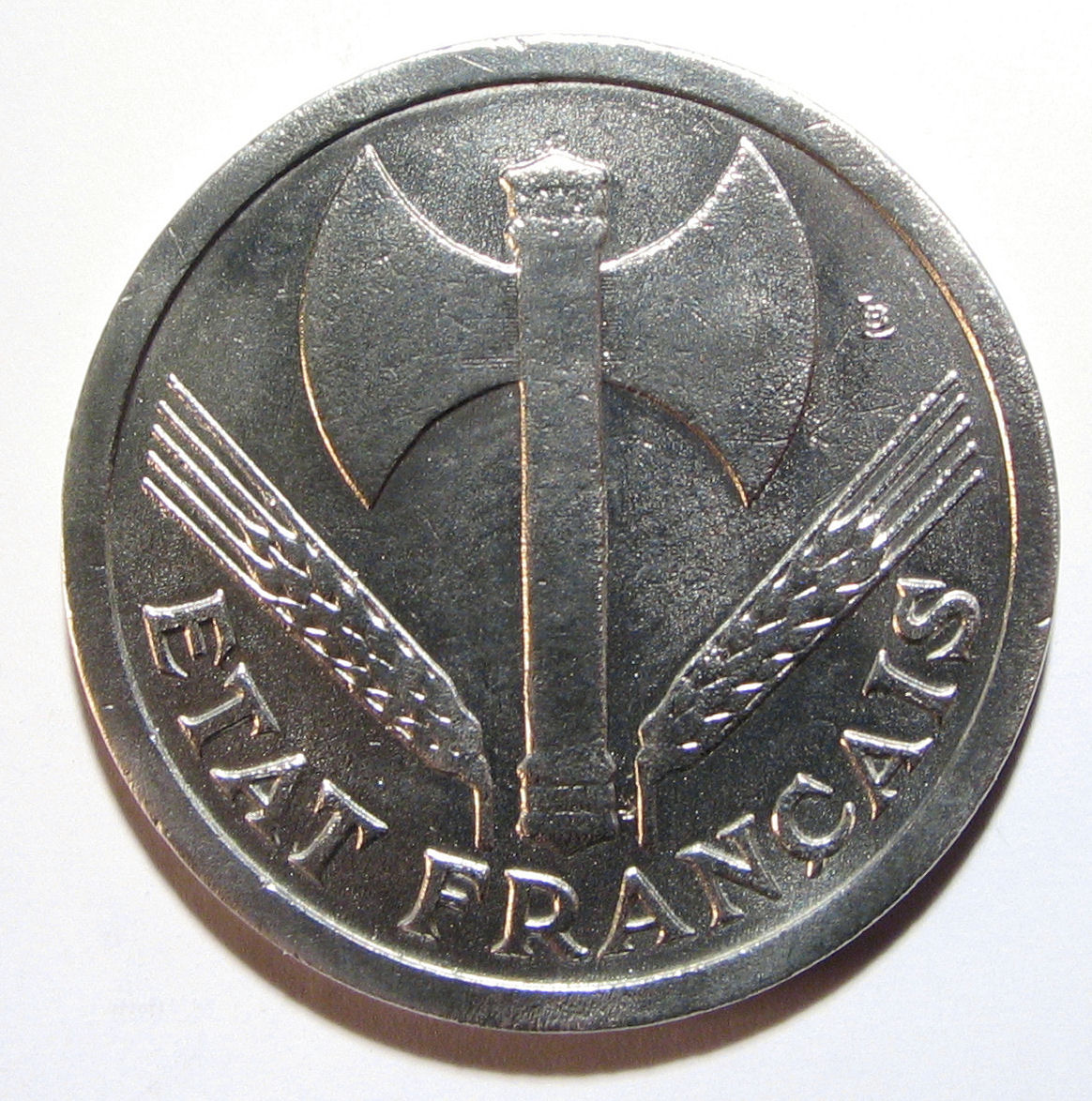
Avers de la pièce de 2 francs de 1943, avec un labrys.

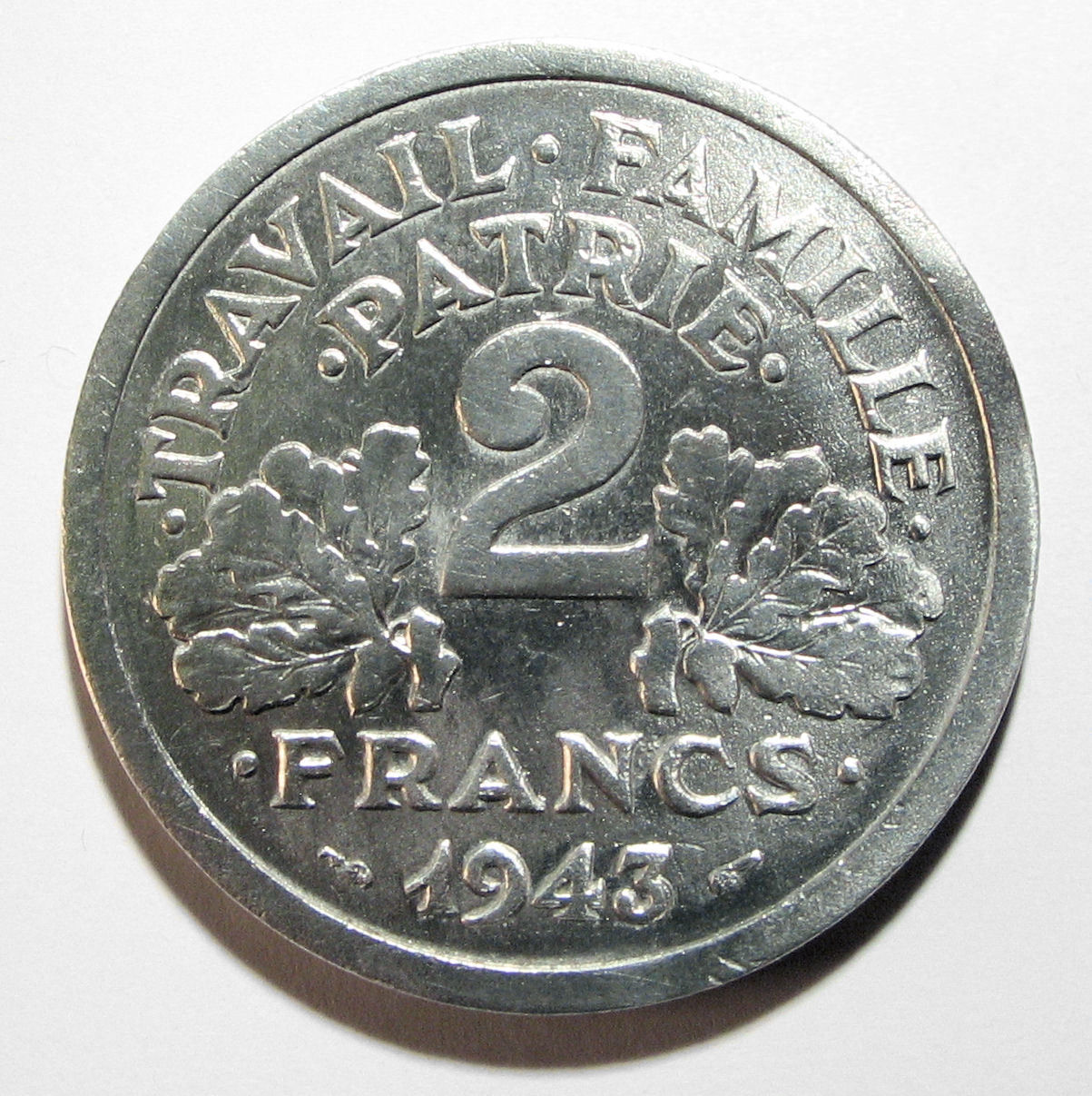
Revers de la pièce de 2 francs de 1943, avec la devise.

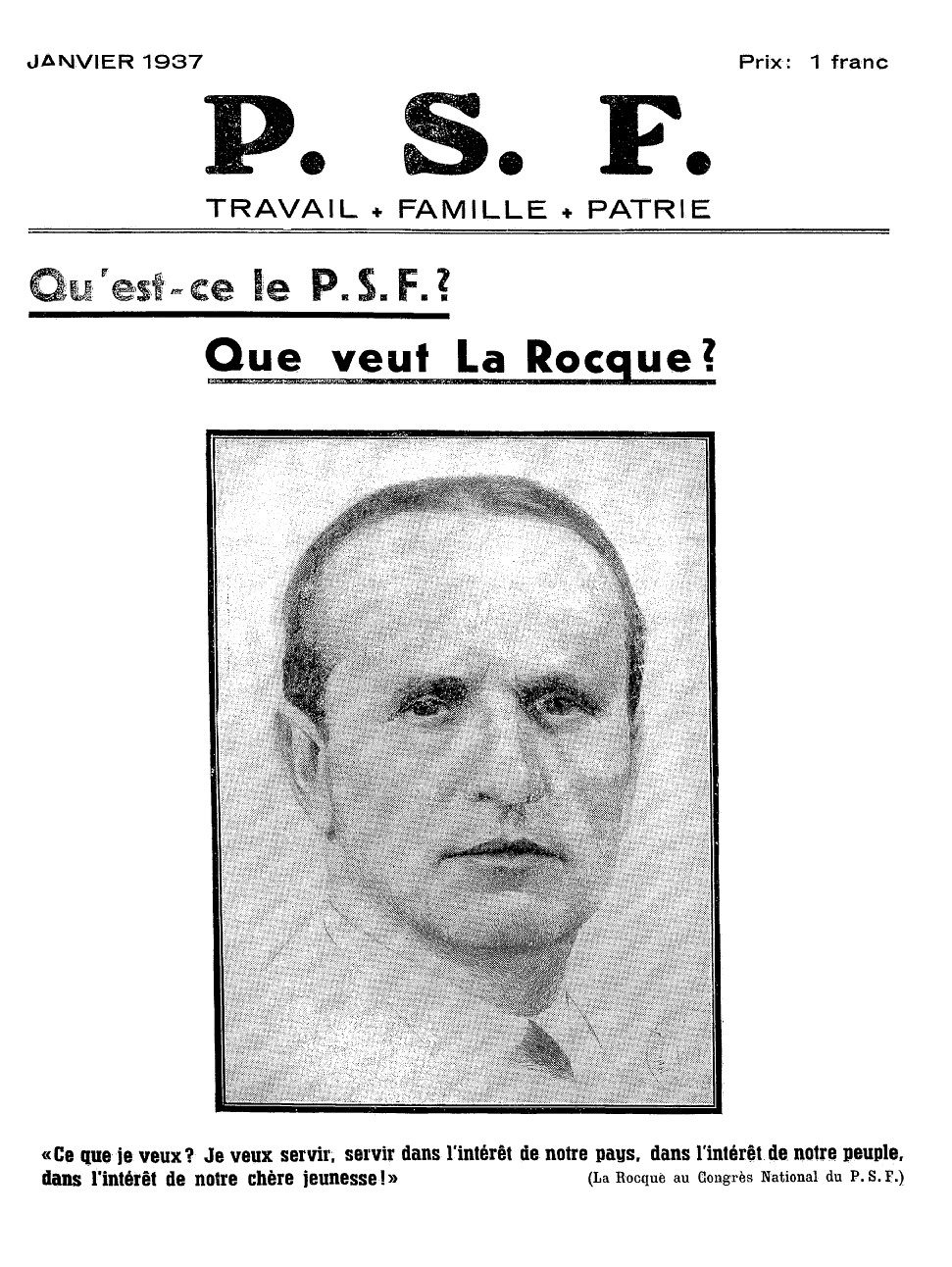
Couverture d'une brochure du Parti social français du colonel de La Rocque (1937).

Travail, Famille, Patrie est la devise officielle de l'État français pendant la période dite du régime de Vichy. Cette devise figure notamment sur les pièces de monnaie de cette époque. Elle remplace la devise républicaine Liberté, Égalité, Fraternité.

## Origines
Dès 1933, la devise « Travail, Famille, Patrie » avait été celle des Croix-de-Feu nationalistes puis, après dissolution, celle du Parti social français (PSF, droite) qui leur succèdent, fondés par le colonel de La Rocque. Les trois termes se trouvaient déjà dans le slogan « Patrie, famille, travail » lancé en 1902 par le syndicaliste jaune Paul Lanoir au sein de la Fédération nationale des Jaunes de France.

## Instauration
La loi du 10 juillet 1940 accordait au maréchal Pétain les pleins pouvoirs pour rédiger une constitution devant être soumise à l’approbation de la nation et garantissant « les droits du Travail, de la Famille et de la Patrie ». Cette Constitution ne fut jamais promulguée.

Dans la Revue des deux Mondes du 15 septembre 1940, le maréchal Pétain écrit cette interprétation de la devise de la République française « Liberté, Égalité, Fraternité » : 

« Lorsque nos jeunes gens […] entreront dans la vie […] nous leur dirons […] que la liberté réelle ne peut s'exercer qu'à l'abri d'une autorité tutélaire, qu'ils doivent respecter, à laquelle ils doivent obéir […]. Nous leur dirons ensuite que l'égalité [doit] s'encadrer dans une hiérarchie, fondée sur la diversité des fonctions et des mérites […]. Nous leur dirons enfin qu'il ne saurait y avoir de fraternité véritable qu'à l'intérieur de ces groupes naturels que sont la famille, la cité, la Patrie. »

On a souvent écrit que ces trois mots « Travail, Famille, Patrie » caractérisaient bien la « Révolution nationale » entreprise par le régime de Vichy : on y retrouve en tout cas la philosophie de Gustave Thibon et la conviction, très répandue à l'époque dans toutes les idéologies antidémocratiques, que « la famille, la cité, la patrie » seraient non des constructions culturelles et historiques (donc susceptibles d'être débattues et modifiées) mais des « groupes naturels » c'est-à-dire indiscutables.
Léon-Paul Fargue persifla cette devise en « Tracas, famine, patrouille ».

### Remarque
Une formule approchante figurait au paragraphe IV du préambule de la Constitution de 1848 sous cette forme :

« IV. — Elle a pour principe la Liberté, l'Égalité et la Fraternité. Elle a pour base la Famille, le Travail, la Propriété, l'Ordre public. »

Cela a justifié, chez des historiens comme Marc Ferro, l'opinion que 

« Concernant la famille, il y a eu continuité, et non rupture, entre la politique familiale de l'époque de Daladier et celle de Pétain, puis celle des gouvernements de la IVe République »

## Travail
Le régime de Vichy abolit de nombreux droits des travailleurs : le droit de grève est supprimé, de même que la loi des 40 heures votée en juin 1936 par le Front populaire. La politique de Vichy consiste donc avant tout à augmenter le temps de travail. Selon l'historien Marc-Olivier Baruch, « régime essentiellement porté par les forces de droite et d’extrême droite, Vichy connaissait mal et appréciait peu le monde ouvrier ».
Le 24 avril 1941, Philippe Pétain instaure officiellement par la loi Belin le 1er mai comme « la fête du Travail et de la Concorde sociale » : par son refus à la fois du capitalisme et du socialisme, le régime pétainiste recherche une troisième voie fondée sur le corporatisme, débaptisant la « fête des travailleurs » qui faisait trop référence à la lutte des classes. Le 26 avril, à l’initiative de René Belin, ancien dirigeant de l’aile anticommuniste de la CGT (Confédération générale du travail, dissoute par le régime de Vichy en novembre 1940) devenu secrétaire d’État au travail dans le gouvernement de François Darlan, le jour devient férié, chômé et payé. La radio ne manque pas de souligner que le 1er mai coïncide aussi avec la fête du saint patron du maréchal, saint Philippe. L’églantine rouge, associée à la gauche, est remplacée par le muguet.
Le corporatisme du régime pétainiste est rejeté dès novembre 1940 par les syndicalistes du Manifeste des douze (qui participent par la suite à la Résistance). La Charte du travail du 4 octobre 1941 est d'esprit antisyndicaliste.
Le gouvernement de Vichy instaure, en 1941, les prémisses d'un système de retraites par répartition (qui était jusqu'alors par capitalisation), l'« allocation des vieux travailleurs salariés »,.
En février 1943, le régime de Vichy instaure le Service du travail obligatoire (STO), travail forcé au service de l'Allemagne nazie. Des résistants détournent alors la devise en écrivant : « TRAVAIL forcé, loin de la FAMILLE, contre la PATRIE ».

## Famille
Le régime inscrit la fête des mères au calendrier. Il étend les allocations familiales aux non-salariés et les augmente pour les familles nombreuses. Il promeut une politique nataliste et économe avec la femme au foyer. Les femmes sont incitées à quitter le monde du travail et à se consacrer à leur famille : par exemple, la loi du 11 octobre 1940 interdit le recrutement des femmes mariées dans l'administration.

## Patrie
Bien que le nationalisme de Pétain se veuille le continuateur du nationalisme victorieux de 1918 et garde un certain degré de germanophobie de type maurrassien, cela ne l’empêche pas de collaborer avec le régime nazi, en occultant soigneusement l'annexion de l'Alsace-Lorraine par le Reich (qui n'est mentionnée sur aucune carte et dans aucun livre de géographie). Pétain n'avait pas d’antécédents pro-allemands ou anti-britanniques avant la guerre : au début de la guerre, il réaffirme à plusieurs reprises se considérer comme l'allié et l'ami de la Grande-Bretagne. Mais dans l'allocution radiodiffusée du 23 juin 1940, il reproche à Winston Churchill son discours du 22 juin 1940 faisant suite à la signature de l'armistice, et à partir de ce moment, le régime développe une hostilité croissante envers les Alliés, notamment les Britanniques, qui se nourrit de la bataille de Mers el-Kébir et d'autres combats aux côtés de l'Axe (guerre de Syrie, guerre d'Afrique du Nord, guerre contre l'URSS, SS français).
En pratique, le régime de Vichy se met au service d'une dictature étrangère, l'Allemagne nazie.